# 军屯乡
军屯乡，是中华人民共和国山東省济宁市汶上县下辖的一个乡镇级行政单位。

## 行政区划
军屯乡下辖以下地区：
军屯村、南陶村、北陶村、南留村、北留村、戚姬村、解家庄村、云尾街村、东曹村、魏杨庄村、徐村、马山庄村、王大庄村、白店村、齐村、李家集村、北杨庄村、孙庄户村、王家庄村和西四村。